# Гайдемарі Стефанишин-Пайпер

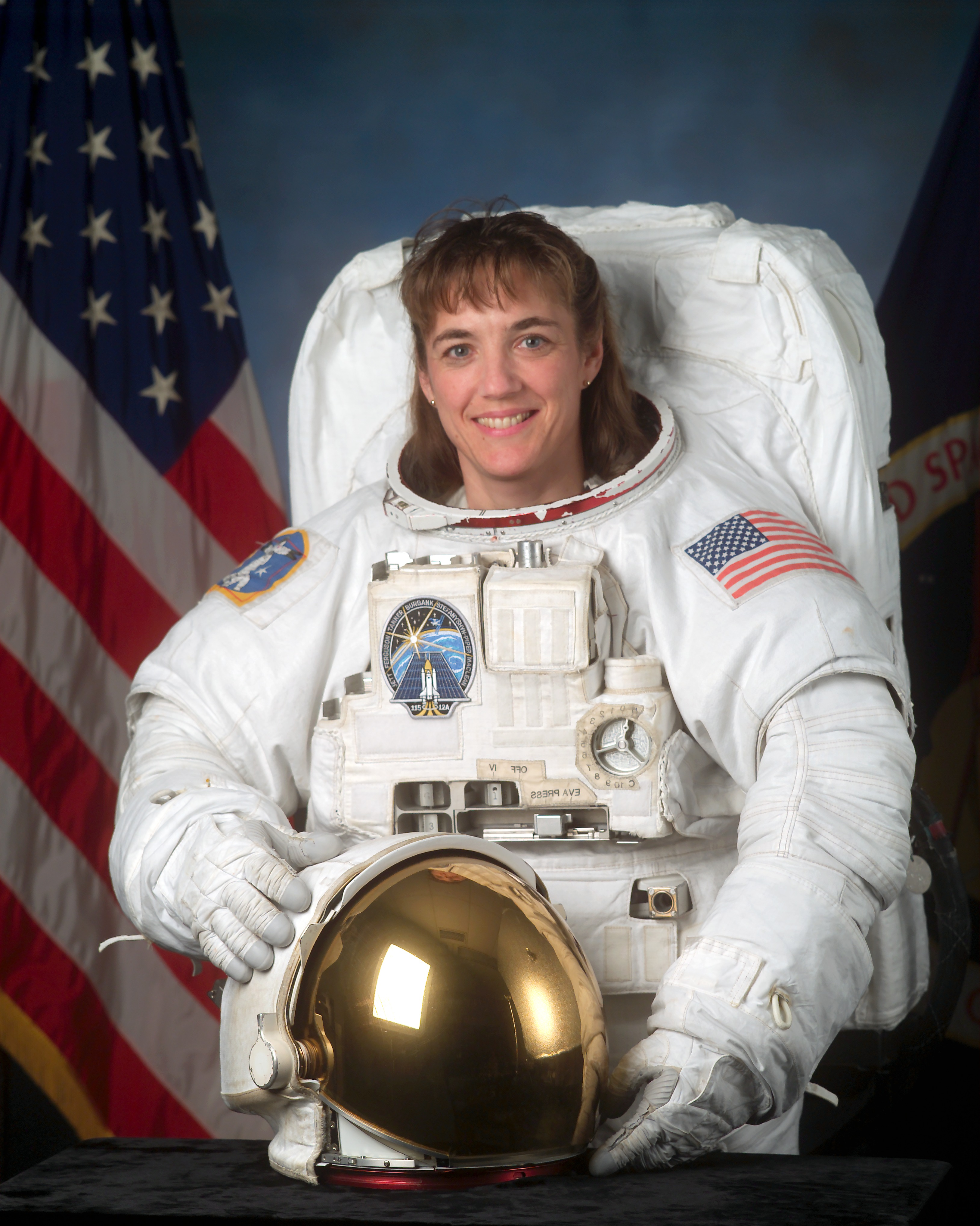
Гайдемарі Стефанишин-Пайпер у костюмі астронавта

Гайдема́рі (Гайді-Марія) Стефани́шин-Па́йпер (англ. Heidemarie Stefanyshyn-Piper; нар. 7 лютого 1963, Сент-Пол, Міннесота, США) — американська астронавтка, українка за походженням. Батьки Гайді Стефанишин-Пайпер — емігранти до Америки із Західної України.
Навчалася в Массачусетському технологічному інституті. До групи астронавтів NASA прийнята 1996 року. З 1985 року проходила військову службу у військово-морському флоті як офіцер-інженер. Полетіла в космос у складі екіпажу 2006 року. Член Американського товариства інженерів-механіків.

## Біографія
Батько Гайдемарі — українець, родом з села Якимів, що на Львівщині. У дитинстві Гайдемарі була членкинею Пласту в США та відвідувала пластові табори. Закінчила 1980 року середню школу Дерам-Гол (англ. Derham Hall High School) у Сент-Полі. 1984-го закінчила Массачусетський технологічний інститут зі ступенем бакалавра за спеціальністю машинобудування; 1985 року отримала ступень магістра за тією ж спеціальністю. У червні того ж року вступила до Військово-морських сил США: пройшла вишкіл у Вишкільному центрі рятувальних і підводних операцій ВМС (Панама-Сіті, штат Флорида). Зараз — капітанка Військово-морських сил США.

### Кар'єра астронавтки
1 травня 1996 року прийнята до корпусу американських астронавтів (NASA-16) як кандидат на політ у складі місії. 1998-го закінчила підготовку та прийнята до Відділу астронавтів NASA: спочатку член групи, що займалася спорядженням астронавтів у день відльоту, а згодом у відділ, що займається діяльністю астронавтів у відкритому космосі (EVA Branch).
27 лютого 2002 року вибрана спеціалістом місії STS-115, старт якої було заплановано на весну 2003-го. Проте, після катастрофи шатлу «Колумбія» старт кілька разів переносився. Перший політ здійснила 9—21 вересня 2006. Час перебування у космосі становить 11 днів 19 годин 6 хвилин та 35 секунд.

### Місія STS-115
STS-115 (корабель багаторазового використання «Атлантіс») була першою космічною місією до Міжнародної космічної станції (МКС) після загибелі корабля «Колумбія» (попередні місії STS-114 та STS-121 були орбітальними та не передбачали стикування у космосі). Попередньо старт цієї місії планувався на квітень 2003-го, та після загибелі «Колумбії» старт перенесли на 27 серпня 2006 року. Згодом, у зв'язку з торнадо «Ернесто», його знову перенесли. Старт відбувся 9 вересня 2006 року.
Завданням місії були, серед іншого, доставка та встановлення на МКС нових сонячних батарей та заміна відповідного обладнання. За встановлення батарей відповідала саме Стефанишин-Пайпер, яка стала восьмою жінкою астронавтом NASA, що здійснила вихід у відкритий космос (усього таких виходів було 156 за історію NASA), загальна тривалість якого склала 12 годин 8 хвилин.

### Візити до України
29 січня 2007 року вона прилетіла до України. Того дня перебувала у Львові, а 31 січня відвідала села Якимів та Новий Яричів (Львівська область), де народився її батько, а також живуть 16 двоюрідних братів та сестер. 1 лютого відбулася зустріч із Президентом України Віктором Ющенком. 8 жовтня 2019 року Гайдемарі вдруге відвідала Україну. Цього разу вона виступила з лекціями у навчальних закладах Харкова, Києва, Житомира та Львова.

### Місія STS-126
15 листопада 2008 року був здійснений успішний запуск американського шатла «Індевор» у рамках місії STS-126. Планована тривалість польоту — 14 діб. У складі екіпажу «Індевор» — семеро космонавтів, зокрема і Стефанишин-Пайпер. Головною метою місії була підготовка Міжнародної космічної станції до постійної роботи на її борту екіпажу із шести осіб (а не трьох, як планувалося раніше). В програму польоту входило проведення на зовнішній поверхні станції робіт з обслуговування і дооснащення, в яких активну роль брала астронавтка.
30 листопада шаттл «Індевор» зробив посадку на авіабазі «Едвардс» у штаті Каліфорнія.

## Нагороди
- Орден княгині Ольги III ст. (Україна, 1 лютого 2007 р.) — за мужність і відвагу, виявлені в освоєнні космічного простору, зміцнення дружби між українським та американським народами[2]
- Медалі:
  - Navy Commendation Medal («За заслуги», двократно),
  - медаллю Navy Achievement Medal («За досягнення», двократно),
  - Meritorious Service Medal («За визначну службу»).
- Лауреат Всеукраїнської премії «Жінка ІІІ тисячоліття» в номінації «Знакова постать» (2007).